# Joachim Albrecht Hohenzollern
Wilhelm Friedrich Karl Ernst Joachim Albrecht Hohenzollern (ur. 27 września 1876 w Hanowerze, zm. 24 października 1939 w Berlinie, pochowany w Kamieńcu Ząbkowickim) – książę pruski (Prinz von Preußen) z dynastii Hohenzollernów, muzyk, kompozytor.

## Życiorys
Urodził się w 1876 w Hanowerze jako drugi syn księcia pruskiego Albrechta Hohenzollerna młodszego, posiadacza wielu dóbr na terenie Dolnego Śląska (w tym pałacu w Kamieńcu Ząbkowickim) i późniejszego regenta księstwa Brunszwiku oraz jego żony Marii z Saksonii na Altenburgu.
W młodości chętnie bywał w uzdrowisku w Polanicy-Zdroju. Świeży właściciel uzdrowiska Georg Haase dostrzegł w tym szansę na udaną promocję miejscowości. W 1906, odkryte dwa lata wcześniej najbardziej wydajne polanickie źródło wody mineralnej otrzymało imię „Prinz Joachim Albrecht Quelle” (źródło księcia Joachima Albrechta), być może na 30. urodziny księcia przypadające 27 września 1906. Wkrótce jednak związek Joachima Albrechta z Polanicą mocno się rozluźnił, nazwę po kilku latach zmieniono na „Der grosse Sprudel” (Wielka Pieniawa), którą nosi do dzisiaj. Jednak przez wiele jeszcze lat polanickie źródła reklamowano jako Prinzensprudel („książęce”).
Wkrótce książę zasłynął z tego, że 6 marca 1920 w reprezentacyjnym Hotelu Adlon przy Pariser Platz w Berlinie sprowokował napaść na oficerów francuskiej misji wojskowej, kiedy ci nie wstali podczas hymnu niemieckiego „Deutschland, Deutschland über alles”, granego tam tradycyjnie o 2300. Aresztowano go wówczas i osądzono. Dla jednych jako „Jochimke” stał się bohaterem wykpiwających to „restauracyjne męstwo” piosenek (m.in. Kurta Tucholsky’ego), dla innych bohaterem piosenek nacjonalistycznych.
Od wczesnych lat młodości interesował się muzyką, zostając później znanym w Berlinie muzykiem i kompozytorem. W 1913 skomponował symfonię pt. Wyspa zmarłych, której wyobrażenie znajdowało się na jednym z obrazów zdobiących kamieniecki pałac, w którym mieszkał książę.
Był dwukrotnie żonaty. Pierwszą jego wybranką była Marie Blich-Sulzer, z którą wziął ślub 3 września 1919 w austriackim Bad Ischl. Jednak związek ten nie został zaakceptowany przez niemiecką rodzinę panującą, dlatego Joachim Albrecht rozstał się ze swoją żoną. Rok później, 9 października 1920 wziął kolejny ślub w Wiedniu z Kornelią Karoliną Stockhammer. To bezdzietne małżeństwo zostało zakończone rozwodem w 1936.
Zmarł w 1939 i został pochowany w parkowym mauzoleum Hohenzollernów w Kamieńcu Ząbkowickim.